# کونیگزبروک
شهر کونیگزبروک (به آلمانی: Königsbrück) در ایالت زاکسن در کشور آلمان واقع شده‌است.